# جيكيو ورلد سوكر 2002
جيكيو ورلد سوكر 2002 (باليابانية: 実況ワールドサッカー 2002) (بالإنجليزية: Jikkyō World Soccer 2002)‏ ، هي لعبة فيديو من نوع رياضة كرة القدم ، وزعت حصراً في اليابان عام 2002م بمناسبة قرب افتتاح كأس العالم لكرة القدم التي تستضيفه اليابان وكوريا الجنوبية.

## تقييمات اللعبة
في وقت الإصدار ، ذكرت مجلة فاميتسو اليابانية أن المرتبة التي حصدت لعبة جيكيو ورلد سوكر 2002 لنظام جيم كيوب كانت في المرتبة 32 من أصل 40 ، وأما إصدار بلاي ستيشن 2 كانت في المرتبة الثلاثين من أصل 40.